# Вікторі (Вермонт)
Вікторі (англ. Victory) — місто (англ. town) в США, в окрузі Ессекс штату Вермонт. Населення — 70 осіб (2020).

## Демографія
Згідно з переписом 2010 року, у місті мешкали 62 особи в 36 домогосподарствах у складі 12 родин. Було 91 помешкання
Расовий склад населення:
| - 95,2 % — білих |

До двох чи більше рас належало 4,8 %. Частка іспаномовних становила 0,0 % від усіх жителів.
За віковим діапазоном населення розподілялося таким чином: 17,7 % — особи молодші 18 років, 54,9 % — особи у віці 18—64 років, 27,4 % — особи у віці 65 років та старші. Медіана віку мешканця становила 58,0 року. На 100 осіб жіночої статі у місті припадало 158,3 чоловіків;  на 100 жінок у віці від 18 років та старших — 131,8 чоловіків також старших 18 років.
Середній дохід на одне домашнє господарство  становив 43 343 долари США (медіана — 38 000), а середній дохід на одну сім'ю — 57 464 долари (медіана — 46 250). 
Цивільне працевлаштоване населення становило 40 осіб. Основні галузі зайнятості: роздрібна торгівля — 25,0 %, публічна адміністрація — 15,0 %, мистецтво, розваги та відпочинок — 12,5 %, освіта, охорона здоров'я та соціальна допомога — 12,5 %.